# Collegio di Rochdale
Rochdale è un collegio elettorale situato nella Grande Manchester, nel Nord Ovest dell'Inghilterra, e rappresentato alla Camera dei comuni del Parlamento del Regno Unito. Elegge un membro del parlamento con il sistema first-past-the-post, ossia maggioritario a turno unico; l'attuale parlamentare è Paul Waugh del Partito Laburista, che rappresenta il collegio dal 2024.

## Estensione

Rochdale dal 2010 al 2024

- 1918-1983: il County Borough di Rochdale.
- 1983-1997: i ward del Borough di Rochdale di Balderstone, Brimrod and Deeplish, Castleton, Central and Falinge, Healey, Newbold, Norden and Bamford, Smallbridge and Wardleworth e Spotland.
- 1997-2010: i ward del Borough di Rochdale di Balderstone, Brimrod and Deeplish, Central and Falinge, Healey, Littleborough, Newbold, Smallbridge and Wardleworth, Spotland e Wardle.
- 2010-2024: i ward del Borough di Rochdale di Balderstone and Kirkholt, Central Rochdale, Healey, Kingsway, Littleborough Lakeside, Milkstone and Deeplish, Milnrow and Newhey, Smallbridge and Firgrove, Spotland and Falinge e Wardle and West Littleborough.
- dal 2024: come sopra, senza il ward di Spotland and Falinge, trasferito al nuovo collegio di Heywood and Middleton North.

Il collegio è uno dei due che coprono il borgo metropolitano di Rochdale. Contiene quasi tutta la città di Rochdale, oltre a Littleborough, Wardle e le aree rurali circostanti.
Per le elezioni generali del 2010, il collegio ottenne i villaggi di Milnrow e Newhey da Oldham East and Saddleworth e perse le aree di Sudden, Marland e parte di Norden a vantaggio di Heywood and Middleton.

## Membri del parlamento
| Elezione | Elezione         | Deputato            | Partito             |
| -------- | ---------------- | ------------------- | ------------------- |
|          | 1832             | John Fenton         | Liberale            |
|          | 1835             | John Entwistle      | Conservatore        |
|          | 1837             | John Fenton         | Liberale            |
| 1841     | William Sharman  |                     | Liberale            |
| 1852     | Edward Miall     |                     | Liberale            |
| 1857     | Alexander Ramsay |                     | Liberale            |
| 1859     | Richard Cobden   |                     | Liberale            |
| 1865     | Thomas Potter    |                     | Liberale            |
|          | 1895             | Clement Royds       | Conservatore        |
|          | 1906             | Gordon Harvey       | Liberale            |
|          | 1918             | Alfred Law          | Conservatore        |
|          | 1922             | Stanley Burgess     | Laburista           |
|          | 1923             | Ramsay Muir         | Liberale            |
|          | 1924             | William Kelly       | Laburista           |
|          | 1931             | Thomas Jesson       | Conservatore        |
|          | 1935             | William Kelly       | Laburista           |
| 1940 (S) | Hyacinth Morgan  |                     | Laburista           |
| 1950     | Joseph Hale      |                     | Laburista           |
|          | 1951             | Wentworth Schofield | Conservatore        |
|          | 1958 (S)         | Jack McCann         | Laburista           |
|          | 1972 (S)         | Cyril Smith         | Liberale            |
|          | 1988             | Cyril Smith         | Liberal Democratici |
| 1992     | Liz Lynne        |                     | Liberal Democratici |
|          | 1997             | Lorna Fitzsimons    | Laburista           |
|          | 2005             | Paul Rowen          | Liberal Democratici |
|          | 2010             | Simon Danczuk       | Laburista           |
|          | 2015             | Simon Danczuk       | Indipendente        |
|          | 2017             | Tony Lloyd          | Laburista           |
|          | 2024 (S)         | George Galloway     | Workers             |
|          | 2024             | Paul Waugh          | Laburista           |

## Elezioni

### Elezioni negli anni 2020
| Partito                    | Partito                                      | Candidato                  | Risultati 4 luglio 2024 | Risultati 4 luglio 2024 |
| Partito                    | Partito                                      | Candidato                  | Voti                    | %                       |
| -------------------------- | -------------------------------------------- | -------------------------- | ----------------------- | ----------------------- |
|                            | Laburista                                    | Paul Waugh                 | 13 027                  | 32,82                   |
|                            | Workers                                      | George Galloway            | 11 587                  | 29,20                   |
|                            | Reform UK                                    | Michael Howard             | 6 773                   | 17,07                   |
|                            | Conservatore                                 | Paul Ellison               | 4 273                   | 10,77                   |
|                            | Lib Dem                                      | Andy Kelly                 | 2 816                   | 7,10                    |
|                            | Verdi                                        | Martyn Savin               | 1 212                   | 3,05                    |
|                            |                                              |                            |                         |                         |
| Iscritti                   | Iscritti                                     | Iscritti                   | 71 264                  | 100,00                  |
| ↳ Votanti (% su iscritti)  | ↳ Votanti (% su iscritti)                    | ↳ Votanti (% su iscritti)  | 39 688                  | 55,69                   |
| ↳ Astenuti (% su iscritti) | ↳ Astenuti (% su iscritti)                   | ↳ Astenuti (% su iscritti) | 31 576                  | 44,31                   |
|                            |                                              |                            |                         |                         |
|                            | Esito: collegio passa da Workers a Laburista |                            |                         |                         |

| Partito                    | Partito                                      | Candidato                  | Risultati 29 febbraio 2024 | Risultati 29 febbraio 2024 |
| Partito                    | Partito                                      | Candidato                  | Voti                       | %                          |
| -------------------------- | -------------------------------------------- | -------------------------- | -------------------------- | -------------------------- |
|                            | Workers                                      | George Galloway            | 12 335                     | 39,65                      |
|                            | Indipendente                                 | David Tully                | 6 638                      | 21,34                      |
|                            | Conservatore                                 | Paul Ellison               | 3 731                      | 11,99                      |
|                            | Laburista                                    | Azhar Ali                  | 2 402                      | 7,72                       |
|                            | Lib Dem                                      | Iain Donaldson             | 2 164                      | 6,96                       |
|                            | Reform UK                                    | Simon Danczuk              | 1 968                      | 6,33                       |
|                            | Indipendente                                 | William Howarth            | 523                        | 1,68                       |
|                            | Indipendente                                 | Mark Coleman               | 455                        | 1,46                       |
|                            | Verdi                                        | Guy Otten                  | 436                        | 1,40                       |
|                            | Indipendente                                 | Michael Howarth            | 246                        | 0,79                       |
|                            | Monster Raving Loony                         | Ravin Rodent Subortna      | 209                        | 0,67                       |
|                            |                                              |                            |                            |                            |
| Iscritti                   | Iscritti                                     | Iscritti                   | 78 355                     | 100,00                     |
| ↳ Votanti (% su iscritti)  | ↳ Votanti (% su iscritti)                    | ↳ Votanti (% su iscritti)  | 31 107                     | 39,70                      |
| ↳ Astenuti (% su iscritti) | ↳ Astenuti (% su iscritti)                   | ↳ Astenuti (% su iscritti) | 47 248                     | 60,30                      |
|                            |                                              |                            |                            |                            |
|                            | Esito: collegio passa da Laburista a Workers |                            |                            |                            |

### Elezioni negli anni 2010
| Partito                    | Partito                                | Candidato                  | Risultati 12 dicembre 2019 | Risultati 12 dicembre 2019 |
| Partito                    | Partito                                | Candidato                  | Voti                       | %                          |
| -------------------------- | -------------------------------------- | -------------------------- | -------------------------- | -------------------------- |
|                            | Laburista                              | Tony Lloyd                 | 24 475                     | 51,58                      |
|                            | Conservatore                           | Atifa Shah                 | 14 807                     | 31,21                      |
|                            | Brexit                                 | Chris Green                | 3 867                      | 8,15                       |
|                            | Lib Dem                                | Andy Kelly                 | 3 312                      | 6,98                       |
|                            | Verdi                                  | Sarah Croke                | 986                        | 2,08                       |
|                            |                                        |                            |                            |                            |
| Iscritti                   | Iscritti                               | Iscritti                   | 78 909                     | 100,00                     |
| ↳ Votanti (% su iscritti)  | ↳ Votanti (% su iscritti)              | ↳ Votanti (% su iscritti)  | 47 447                     | 60,13                      |
| ↳ Astenuti (% su iscritti) | ↳ Astenuti (% su iscritti)             | ↳ Astenuti (% su iscritti) | 31 462                     | 39,87                      |
|                            |                                        |                            |                            |                            |
|                            | Esito: collegio confermato a Laburista |                            |                            |                            |

| Partito                    | Partito                                | Candidato                  | Risultati 8 giugno 2017 | Risultati 8 giugno 2017 |
| Partito                    | Partito                                | Candidato                  | Voti                    | %                       |
| -------------------------- | -------------------------------------- | -------------------------- | ----------------------- | ----------------------- |
|                            | Laburista                              | Tony Lloyd                 | 29 035                  | 58,02                   |
|                            | Conservatore                           | Jane Howard                | 14 216                  | 28,41                   |
|                            | Lib Dem                                | Andy Kelly                 | 4 027                   | 8,05                    |
|                            | UKIP                                   | Christopher Baksa          | 1 641                   | 3,28                    |
|                            | Indipendente                           | Simon Danczuk              | 883                     | 1,76                    |
|                            | Greater Manchester Homeless Voice      | Andy Littlewood            | 242                     | 0,48                    |
|                            |                                        |                            |                         |                         |
| Iscritti                   | Iscritti                               | Iscritti                   | 78 071                  | 100,00                  |
| ↳ Votanti (% su iscritti)  | ↳ Votanti (% su iscritti)              | ↳ Votanti (% su iscritti)  | 50 044                  | 64,10                   |
| ↳ Astenuti (% su iscritti) | ↳ Astenuti (% su iscritti)             | ↳ Astenuti (% su iscritti) | 28 027                  | 35,90                   |
|                            |                                        |                            |                         |                         |
|                            | Esito: collegio confermato a Laburista |                            |                         |                         |

| Partito                    | Partito                                | Candidato                  | Risultati 7 maggio 2015 | Risultati 7 maggio 2015 |
| Partito                    | Partito                                | Candidato                  | Voti                    | %                       |
| -------------------------- | -------------------------------------- | -------------------------- | ----------------------- | ----------------------- |
|                            | Laburista                              | Simon Danczuk              | 20 961                  | 46,14                   |
|                            | UKIP                                   | Mohammed Masud             | 8 519                   | 18,75                   |
|                            | Conservatore                           | Azi Ahmed                  | 7 742                   | 17,04                   |
|                            | Lib Dem                                | Andy Kelly                 | 4 667                   | 10,27                   |
|                            | Rochdale First                         | Farooq Ahmed               | 1 535                   | 3,38                    |
|                            | Verdi                                  | Mark Hollinrake            | 1 382                   | 3,04                    |
|                            | Fronte Nazionale                       | Kevin Bryan                | 433                     | 0,95                    |
|                            | Islam Zinda Baad Platform              | Mohammed Salim             | 191                     | 0,42                    |
|                            |                                        |                            |                         |                         |
| Iscritti                   | Iscritti                               | Iscritti                   | 79 146                  | 100,00                  |
| ↳ Votanti (% su iscritti)  | ↳ Votanti (% su iscritti)              | ↳ Votanti (% su iscritti)  | 45 430                  | 57,40                   |
| ↳ Astenuti (% su iscritti) | ↳ Astenuti (% su iscritti)             | ↳ Astenuti (% su iscritti) | 33 716                  | 42,60                   |
|                            |                                        |                            |                         |                         |
|                            | Esito: collegio confermato a Laburista |                            |                         |                         |

| Partito                    | Partito                                      | Candidato                  | Risultati 6 maggio 2010 | Risultati 6 maggio 2010 |
| Partito                    | Partito                                      | Candidato                  | Voti                    | %                       |
| -------------------------- | -------------------------------------------- | -------------------------- | ----------------------- | ----------------------- |
|                            | Laburista                                    | Simon Danczuk              | 16 699                  | 36,38                   |
|                            | Lib Dem                                      | Paul Rowen                 | 15 810                  | 34,44                   |
|                            | Conservatore                                 | Mudasir Dean               | 8 305                   | 18,09                   |
|                            | Fronte Nazionale                             | Chris Jackson              | 2 236                   | 4,87                    |
|                            | UKIP                                         | Colin Denby                | 1 999                   | 4,35                    |
|                            | Islam Zinda Baad Platform                    | Mohammed Salim             | 545                     | 1,19                    |
|                            | Indipendente                                 | John Whitehead             | 313                     | 0,68                    |
|                            |                                              |                            |                         |                         |
| Iscritti                   | Iscritti                                     | Iscritti                   | 79 013                  | 100,00                  |
| ↳ Votanti (% su iscritti)  | ↳ Votanti (% su iscritti)                    | ↳ Votanti (% su iscritti)  | 45 907                  | 58,10                   |
| ↳ Astenuti (% su iscritti) | ↳ Astenuti (% su iscritti)                   | ↳ Astenuti (% su iscritti) | 33 106                  | 41,90                   |
|                            |                                              |                            |                         |                         |
|                            | Esito: collegio passa da Lib Dem a Laburista |                            |                         |                         |

### Elezioni negli anni 2000
| Partito                    | Partito                                      | Candidato                  | Risultati 5 maggio 2005 | Risultati 5 maggio 2005 |
| Partito                    | Partito                                      | Candidato                  | Voti                    | %                       |
| -------------------------- | -------------------------------------------- | -------------------------- | ----------------------- | ----------------------- |
|                            | Lib Dem                                      | Paul Rowen                 | 16 787                  | 41,11                   |
|                            | Laburista                                    | Lorna Fitzsimons           | 16 345                  | 40,03                   |
|                            | Conservatore                                 | Khalid Hussain             | 4 270                   | 10,46                   |
|                            | BNP                                          | Derek Adams                | 1 773                   | 4,34                    |
|                            | UKIP                                         | John Whittaker             | 499                     | 1,22                    |
|                            | Verdi                                        | Samir Chatterjee           | 448                     | 1,10                    |
|                            | Islam Zinda Baad Platform                    | Mohammed Salim             | 361                     | 0,88                    |
|                            | Veritas                                      | Carl Faulkner              | 353                     | 0,86                    |
|                            |                                              |                            |                         |                         |
| Iscritti                   | Iscritti                                     | Iscritti                   | 69 921                  | 100,00                  |
| ↳ Votanti (% su iscritti)  | ↳ Votanti (% su iscritti)                    | ↳ Votanti (% su iscritti)  | 40 836                  | 58,40                   |
| ↳ Astenuti (% su iscritti) | ↳ Astenuti (% su iscritti)                   | ↳ Astenuti (% su iscritti) | 29 085                  | 41,60                   |
|                            |                                              |                            |                         |                         |
|                            | Esito: collegio passa da Laburista a Lib Dem |                            |                         |                         |

| Partito                    | Partito                                | Candidato                  | Risultati 7 giugno 2001 | Risultati 7 giugno 2001 |
| Partito                    | Partito                                | Candidato                  | Voti                    | %                       |
| -------------------------- | -------------------------------------- | -------------------------- | ----------------------- | ----------------------- |
|                            | Laburista                              | Lorna Fitzsimons           | 19 406                  | 49,24                   |
|                            | Lib Dem                                | Paul Rowen                 | 13 751                  | 34,89                   |
|                            | Conservatore                           | Elaina Cohen               | 5 274                   | 13,38                   |
|                            | Verdi                                  | Nick Harvey                | 728                     | 1,85                    |
|                            | Indipendente                           | Mohammed Salim             | 253                     | 0,64                    |
|                            |                                        |                            |                         |                         |
| Iscritti                   | Iscritti                               | Iscritti                   | 69 509                  | 100,00                  |
| ↳ Votanti (% su iscritti)  | ↳ Votanti (% su iscritti)              | ↳ Votanti (% su iscritti)  | 39 412                  | 56,70                   |
| ↳ Astenuti (% su iscritti) | ↳ Astenuti (% su iscritti)             | ↳ Astenuti (% su iscritti) | 30 097                  | 43,30                   |
|                            |                                        |                            |                         |                         |
|                            | Esito: collegio confermato a Laburista |                            |                         |                         |

## Risultati dei referendum

### Referendum sulla permanenza del Regno Unito nell'Unione europea del 2016
|             | Collegio | Lasciare UE % | Rimanere in UE % |
| ----------- | -------- | ------------- | ---------------- |
|             | Rochdale | 57,5%         | 42,5%            |
| Inghilterra | 53,3%    | 46,7%         |                  |
| Regno Unito | 51,9%    | 48,1%         |                  |